# Werksbrücke Mitte
Die mittlere Werksbrücke ist eine private Straßenbrücke über den Main im Industriepark Höchst im westlichen Frankfurt am Main.
Sie wurde 1958 bis 1960 errichtet, um das auf der südlichen Mainseite entstehende Forschungszentrum der Hoechst AG zu erschließen. Es handelt sich um eine zweispurige Straßenbrücke in Spannbeton-Bauweise. Der gesamte Brückenträger einschließlich der beiden Fußgänger- und Fahrradwege ist 12,35 m breit. Die Brücke darf von Fahrzeugen bis 30 t zulässiges Gesamtgewicht befahren werden. Die zulässige Höchstgeschwindigkeit ist, wie im gesamten Industriepark, auf 30 km/h beschränkt. Schwerere Fahrzeuge, z. B. Tanklastzüge, müssen die Werksbrücke West benutzen.
Die Werksbrücken sind Eigentum von Infraserv Höchst, der Betreibergesellschaft des Industrieparks.
Die Brücke wurde von Ulrich Finsterwalder mit der architektonischen Beratung durch Gerd Lohmer entworfen und von einer Arge aus Dyckerhoff & Widmann, Siemens-Bauunion und Wayss & Freytag gebaut. Sie zählt zu den frühen, im Freivorbau errichteten Spannbetonbrücken.
Die insgesamt 365 m lange Brücke besteht aus drei Bauabschnitten: der 259 m langen Strombrücke sowie den 40 m bzw. 66 m langen südlichen und nördlichen Rampenbrücken.
Die Strombrücke hat eine Spannweite von 130 m. Sie besteht aus einer 12,35 m breiten Fahrbahnplatte und einem 10 m breiten, dreizelligen, gevouteten Hohlkasten. Die Kragträger sind monolithisch mit den Pfeilern verbunden und in der Feldmitte mit einem Querkraftgelenk verbunden. Der Hohlkasten dient auch der Aufnahme von Versorgungsleitungen (Dampf, Kühlwasser, Abwasser, Technische Gase) und Kabeln für die Infrastruktur des Südwerks, da die meisten Versorgungs- und Entsorgungsbetriebe im Norden liegen. Die Leitungen und Kabel wurden in der Tragwerksplanung mit einem Gewicht von 40 t/lfdm berücksichtigt. Diese Leitungen werden in Rohrschächten in den Untergrund geführt, die 37,50 m jenseits der beiden Pfeiler angeordnet sind. An den unteren Außenkanten der Hohlkästen sind Bedienungsstege zur Inspektion und Wartung der Rohrleitungen angebracht, die über Treppen neben den Rohrschächten nach unten führen.
Die stromseitigen Kragarme wurden, einer nach dem anderen, mit einem Vorbauwagen im Freivorbau errichtet, während die landseitigen Kragarme im Hinblick auf die geringe Höhe über Grund auf Lehrgerüsten gebaut wurden.
Die südseitige Rampenbrücke ist eine Plattenbalkenbrücke mit 2 Feldern à 20 m Länge; die nordseitige Rampenbrücke ist eine Plattenbrücke mit 2 Feldern à 18 m und 2 Feldern à 15 m.
Die Brücke wurde innerhalb von 17 Monaten nach Auftragserteilung fertiggestellt.
2009 wurde eine neue Versorgungsbrücke unmittelbar westlich der Werksbrücke Mitte errichtet, da die bestehenden Kapazitäten der Versorgungsleitungen nicht mehr ausreichten, um Neuanlagen im Südwerk anzuschließen.